# Biosensor
Un  biosensor  és un instrument per a la mesura de paràmetres biològics o químics. Sol combinar un component de naturalesa biològica i un altre físic-químic.
Es compon de tres parts:
- El sensor biològic: Pot ser un teixit, un cultiu de microorganismes, enzims, anticossos, cadenes d'àcids nucleics, etc. El sensor pot ser pres de la natura o ser un producte de la biologia sintètica.
- El transductor: acoblament els altres dos elements i tradueix el senyal emès pel sensor. Pot ser òptic, piezoelèctric, tèrmic, magnètic, etc.
- L'electrònica associada: realitza el tractament del senyal per tal de ser més amigable per l'usuari. Sol ser la part més cara del dispositiu.

L'exemple més comú de biosensor és el que mesura la glucosa a la sang. Utilitza un enzim que processa molècules de glucosa, alliberant un electró per cada molècula processada. Aquest electró és recollit en un elèctrode i el flux d'electrons és utilitzat com una mesura de la concentració de glucosa.
Els canaris engabiats utilitzats pels miners per a detectar la presència de gasos letals poden ser vistos com un exemple primitiu de biosensor. Molts biosensors s'utilitzen per detectar substàncies tòxiques, utilitzant organismes que en responen a nivells molt més baixos en què ho podria fer una persona.
Referències
Florinel-Gabriel Bănică, "Chemical Sensors and Biosensors: Fundamentals and Applications", 2012, John Wiley and Sons, Chichester UK, 576 p. ISBN
9781118354230 